# Стифоне (Терни)
Стифоне је насеље у Италији у округу Терни, региону Умбрија.
Према процени из 2011. у насељу је живело 41 становника. Насеље се налази на надморској висини од 92 м.